# Xois
Xois (també Chaset, grec antic Ξόις Xois), avui Sacha (àrab ,سخا Saḫā) fou una ciutat de l'antic Egipte a mig camí entre Buto (24 km al nord-oest) i Sais (uns 25 km al sud-oest). Era situada a una zona pantanosa del Delta del Nil i fou el centre de culte del déu Amon-Ra. El seu nom apareix esmentat a una tomba de Saqqara que pertanyé a un oficial de la dinastia III anomenat Metjen, que fou governador del nomós entre altres missions. Segons Manethó Xois fou la base del poder i la capital dels faraons de la dinastia XIV (que segons Manethó foren 76) que probablement foren prínceps locals vassalls dels hicsos d'Àvaris.
Fou capital del nomós VI del Baix Egipte (Kaset). El seu nom egipci fou Khasu. Correspon a la moderna població de Sakha al governadorat de Kafr al-Sheikh, a pocs quilòmetres al sud de la ciutat de Kafr al-Sheikh. Sakha reclama no sols l'antiga grandesa de Xois, sinó també haver estat el lloc on la verge Maria i Sant Josep amb el seu fil. La roca va estar amagada durant segles i només va tornar a ser mostrada al segle xx.
Fou seu d'un bisbe des del segle IV del que es coneixen alguns bisbes: Anoubion (347), Theodorus i Isidorus (347), Macedonius (431), Athanasius (458, 459), Joan (copte, 689), Zacharias (copte 693), Pachomius (copte 849/851), Shail (copte (1002), Jacob (copte 1047/1077), i Joan / Anba Yuhanna ibn al-Dhalim (copte 1078/1092)